# 前337年
| 千纪： | 前1千纪 |
| 世纪： | 前5世纪 \| 前4世纪 \| 前3世纪 |
| 年代： | 前360年代 \| 前350年代 \| 前340年代 \| 前330年代 \| 前320年代 \| 前310年代 \| 前300年代                                                                                            |
| 年份： | 前342年 \| 前341年 \| 前340年 \| 前339年 \| 前338年 \| 前337年 \| 前336年 \| 前335年 \| 前334年 \| 前333年 \| 前332年                                                              |
| 纪年： | 周顯王三十二年 魯景公七年 齊威王二十年 趙肅侯十三年 魏惠王三十三年 韓昭侯二十六年 秦惠文君元年 楚威王三年 宋剔成君三十三年 衛平侯六年 燕後文公二十五年 越王無彊六年 中山成公十三年 |

## 大事记
- 前338年與前337年冬季之交，馬其頓國王腓力二世籌組旨在對抗波斯帝國的科林斯同盟。

## 出生
- 馬其顿：德米特里一世

- 宣太后又稱羋八子、秦宣太后。戰國時期秦國王太后，秦惠文王之妾，秦昭襄王之母，中國第一位號為「太后」者。

## 逝世
- 申不害